# Women Wage Peace

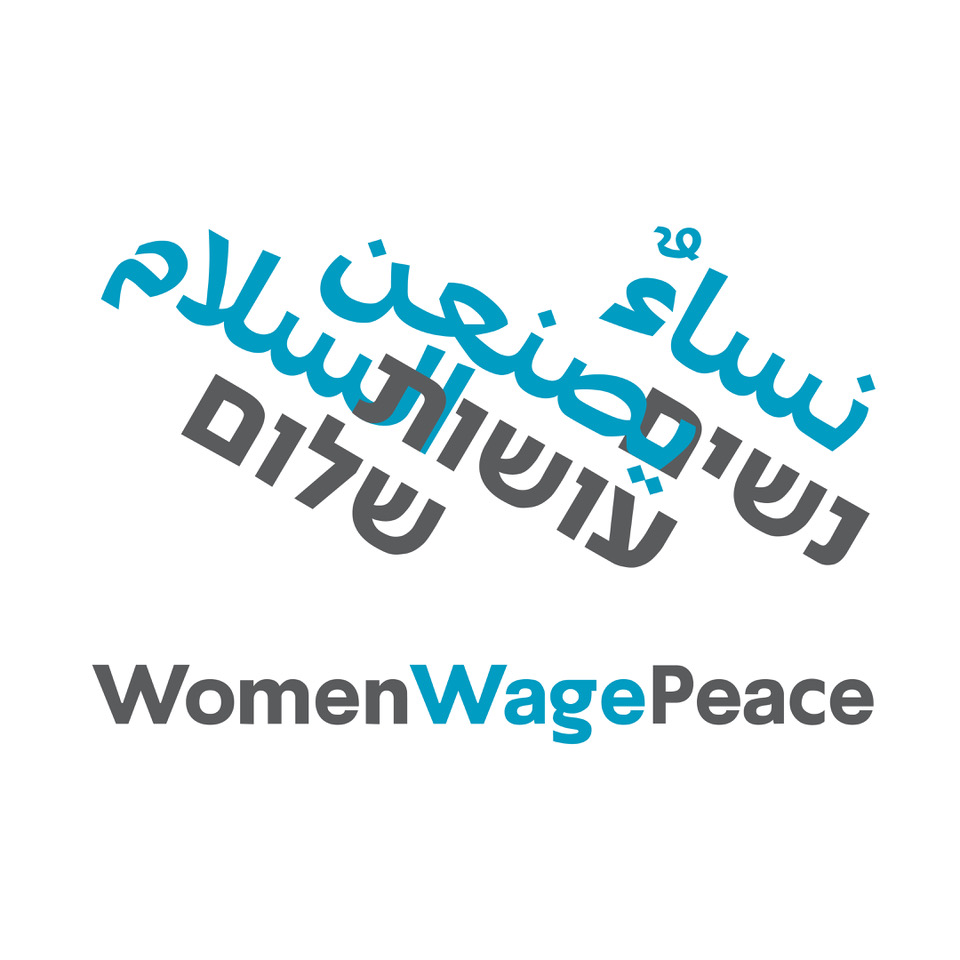
Logo di 'Women Wage Peace' (Le donne portano la pace)

Women Wage Peace (WWP), (in italiano Le donne portano la pace), è un movimento pacifista israeliano, formatosi subito dopo la guerra di Gaza nel 2014. Il suo obiettivo principale è fare pressione sul governo israeliano affinché raggiunga un "accordo politico bilateralmente accettabile" per porre fine al conflitto israelo-palestinese. 

## Origine
Sebbene originariamente fondato da donne israeliane, tra cui l'attivista pacifista Vivian Silver , il movimento si è impegnato per costruire legami con le donne palestinesi, raggiungendo anche donne e uomini di altre regioni e religioni.   È stato ispirato ad altri movimenti femminili, presenti nell'Irlanda del Nord e in Liberia, dove donne di fedi diverse si erano unite per aiutare a risolvere conflitti violenti.   L'ispirazione è pervenuta anche dal movimento israeliano chiamato delle "Quattro Madri" (in inglese 'Four Mothers movement' ), fondato nel 1997, che è riuscito a contribuire al ritiro militare di Israele dal Libano meridionale.
Il movimento è stato fondato per perseguire due obiettivi principali: 
1. Incoraggiare i negoziati di pace tra Israele e l’Autorità Palestinese
2. Sollecitare l'attuazione della risoluzione ONU 1325 («Donne, pace e sicurezza»)  che "ribadisce l'importanza del ruolo delle donne nella prevenzione e nella risoluzione dei conflitti"

## Adesioni
A maggio 2017, Women Wage Peace contava più di 20.000 membri e sostenitori. 

## Attività

### Elezioni generali israeliane del 2015
Nel marzo 2015, i membri del movimento hanno protestato davanti al palazzo del Parlamento israeliano a Gerusalemme, chiedendo ai politici di dare maggiore priorità ai colloqui di pace nei dibattiti elettorali. 

### Azione denominata "Operation Protective Fast" del 2015
Nel 2015, dall'8 luglio al 26 agosto, Women Wage Peace ha organizzato un digiuno collettivo davanti alla residenza ufficiale del primo ministro israeliano Benjamin Netanyahu, programmando la simbolica "Operation Protective Fast" (Operazione protettiva veloce) di 50 giorni in concomitanza con l'anniversario dell'azione denominata "Operation Protective Edge" (Operazione bordo di protezione) a Gaza dell'anno precedente.   Hanno partecipato circa 300 donne e uomini, unendosi alla protesta in turni.  All’inizio di settembre, una settimana dopo la conclusione dello sciopero della fame, quattro membri del movimento sono stati invitati a un incontro formale con Netanyahu per discutere la possibilità di rinnovare i colloqui di pace con la Palestina. 

### Marcia per la Pace del 2016
Nell'ottobre 2016, oltre 3.000 donne israeliane e palestinesi hanno partecipato alla marcia "Women Wage Peace" dal nord di Israele fino a Gerusalemme, che si è conclusa con una manifestazione davanti alla residenza ufficiale del primo ministro Netanyahu.   Tra i relatori della manifestazione c'era Leymah Gbowee, un'attivista liberiana per la pace (vincitrice del Premio Nobel per la pace nel 2011), nota per aver contribuito a porre fine alla seconda guerra civile liberiana . 
Dopo la marcia, la cantante e attivista canadese-israeliana Yael Deckelbaum, del gruppo musicale  Habanot Nechama, ha collaborato con "Women Wage Peace" per creare la canzone "Prayer of the Mothers" (Preghiera della mamme), che includeva nel finale spezzoni di un discorso di Leymah Gbowee.   A ottobre 2023, il video musicale aveva ricevuto quasi 10 milioni di visualizzazioni su YouTube. 

#### "Prayer of the Mothers" traduzione del testo
```
Preghiera delle mamme
```

```
Un sussurro del vento dell'oceano
Soffia da lontano
E il bucato sventola
All'ombra del muro
```

```
Tra cielo e terra
Ci sono persone che vogliono vivere in pace
Non arrenderti, continua a sognare
Di pace e prosperità
```

```
Quando si scioglieranno i muri della paura?
Quando tornerò dall'esilio?
E i miei cancelli si apriranno
A ciò che è veramente buono
```

```
Dai, dormi! [Un'altra alba]
Vieni a dormire [E il mattino è qui]
Prenderemo [Una madre invia]
Un piccione per te [insieme ad una preghiera]
Vola piccione, non credere [Suo figlio a scuola]
Rideremo con il bambino [al suono]
Affinché possa dormire [di guerra]
```

```
I muri della paura un giorno si scioglieranno
E tornerò dall'esilio
Le mie porte si apriranno
A ciò che è veramente buono
```

```
da nord a sud
da ovest a est
ascolta la preghiera delle mamme
porta loro la pace
porta loro la pace
```

```
Dall'oriente si leva la luce per la preghiera delle mamme per la pace
```

### Attività nel 2017
Durante il 2017 il movimento ha continuato la sua attività, insistendo sulla necessità di una risoluzione pacifica dei conflitti . 
Nel marzo 2017, durante un ricevimento per la Giornata internazionale della donna a Tel Aviv, più di una dozzina di ambasciatrici straniere si sono impegnate a sostenere il movimento "Women Wage Peace". 
Il 13 maggio 2017, la rete musicale israeliana Constant Culture ha annunciato di aver creato una compilation EDM (electronic dance music) a sostegno della pace, con tutti i proventi ricavati a favore di "Women Wage Peace". 
Il 18 maggio 2017, le componenti di "Women Wage Peace" si sono incontrati a Tel Aviv in anticipo rispetto all'arrivo del presidente degli Stati Uniti Donald Trump, per la sua prima visita in Israele, creando una catena umana visibile dal cielo, che mostrava la scritta "pronti per la pace".  

### Collaborazioni
Hanno collaborato più volte con l'organizzazione palestinese Women of the Sun , che persegue un obiettivo simile.  
Alla fine del 2021 e all'inizio del 2022, entrambi i gruppi hanno lavorato insieme per formare una "piattaforma comune".  Nel marzo 2022, le coalizioni di entrambi i gruppi si sono incontrate sulla spiaggia di Neve Midbar sul Mar Morto per una conferenza di pace.  
Il 4 ottobre 2023, pochi giorni prima dell’inizio della guerra tra Israele e Hamas del 2023, i due gruppi hanno organizzato una marcia per la pace a Gerusalemme, dal Monumento alla Tolleranza fino all'insediamento di Armon Hanatziv . 

## Teatro
Nel marzo 2020, l'associazione MASC , ha messo in scena uno spettacolo teatrale a Roma che trae ispirazione dal movimento civile pacifista Women Wage Peace; in occasione della Giornata Internazionale dei diritti delle Donne.